# Évêché titulaire de Garba
Pour les articles homonymes, voir Garba (homonymie).
Garba est le nom d'un diocèse de l'église primitive aujourd'hui désaffecté.
Son nom est utilisé comme siège titulaire pour un évêque chargé d'une autre mission que la conduite d'un diocèse contemporain.

## Situation géographique
Ce diocèse était situé dans la province romaine de Numidie en Afrique du Nord, non loin des ruines d'Aïn-Garb, en Algérie.

## Liste des évêques contemporains titulaires de ce diocèse
| Début      | Fin        | Nat.                | Nom                          | Fonction exercée                                |
| ---------- | ---------- | ------------------- | ---------------------------- | ----------------------------------------------- |
| 02/07/1928 | 17/08/1967 | France              | Paul-Marie Molin, M. Afr.    | Vicaire apostolique de Bamako (Mali)            |
| 19/09/1968 | 02/03/1970 | Brésil              | Paulo Campos                 | Archevêque émérite de Campinas                  |
| 07/03/1970 | 14/06/1971 | République du Congo | Émile Biayenda               | Archevêque coadjuteur de Brazzaville            |
| 10/12/1971 | 27/04/1973 | Colombie            | Hernando Velásquez Lotero    | Évêque auxiliaire de Popayán                    |
| 29/01/1975 | 23/11/1983 | Canada              | Gérard Dionne                | Évêque auxiliaire de Sault-Sainte-Marie         |
| 14/03/1984 | 21/07/2014 | États-Unis          | Robert William Donnelly (en) | Évêque auxiliaire de Toledo                     |
| 07/11/2014 | 26/05/2020 | Australie           | Mark Edwards (en), O.M.I.    | Évêque auxiliaire de Melbourne                  |
| 06/06/2020 | 09/04/2025 | Mexique             | Luis Manuel López Alfaro     | Évêque auxiliaire de San Cristóbal de Las Casas |
| 06/06/2025 |            | Portugal            | Nélio Pereira Pita, C.M.     | Évêque auxiliaire de Braga                      |

## Sources
- (en) Fiche sur le site catholic-hierarchy.org